# Highest Hopes
Highest Hopes – The Best of Nightwish ist das dritte Kompilationsalbum der Symphonic-Metal-Band Nightwish nach Tales from the Elvenpath (2004) und Best Wishes (2005).

## Entstehungsgeschichte
Bereits 2004 veröffentlichte Nightwishs damalige Plattenfirma Drakkar Records ein Best-of-Album der Gruppe. Danach folgte Best Wishes (2005), das für den japanischen Markt zusammengestellt wurde. Ihre neue Plattenfirma Spinefarm Records veröffentlichte am 28. September 2005 dann ihr drittes Best-of, das die komplette Bandkarriere vom Debüt Angels Fall First bis zu ihrem letzten Album Once umfasste. Zusätzlich wurden zwei unveröffentlichte Lieder beigefügt: Sleeping Sun in einer neu eingespielten Version und eine Pink-Floyd-Coverversion High Hopes, die gleichzeitig Namensgeber für das Best-of wurde. Das Lied wurde von Marco Hietala live auf Nightwishs 2005er Tournee eingesungen, als Turunen pausierte.

## Titelliste
1. Wish I Had an Angel – 4:04
2. Stargazers – 4:26
3. The Kinslayer – 4:01
4. Ever Dream – 4:44
5. Elvenpath – 4:38
6. Bless the Child – 6:12
7. Nemo – 4:35
8. Sleeping Sun (2005 Version) – 4:24
9. Dead to the World – 4:19
10. Over the Hills and Far Away – 5:00
11. Deep Silent Complete – 3:57
12. Sacrament of Wilderness – 4:10
13. Walking in the Air – 5:27
14. Wishmaster – 4:23
15. Dead Boy’s Poem – 6:48
16. High Hopes (live) – 7:20

## Versionen
Neben der Normalversion erschienen außerdem eine 2CD-Kompilation inklusive DVD im Digipak. Diese wurde in Japan über Universal International veröffentlicht und in Europa über Spinefarm. Die japanische Version der DVD ist im NTSC-Format.

### CD2
1. The Wayfarer
2. Come Cover Me (Live)
3. Dead Boy’s Poem (Live)
4. Once Upon a Troubadure
5. A Return to the Sea
6. Sleepwalker (Heavy Version)
7. Nightquest
8. Lagoon

### DVD
1. She Is My Sin (live auf dem M’era Luna Festival 2003)
2. Dead to the World (live auf dem M’era Luna Festival 2003)
3. Kinslayer (live auf dem M’era Luna Festival 2003)
4. Over the Hills and Far Away (Musikvideo)
5. Bless the Child (Musikvideo)
6. Sleeping Sun (Musikvideo)
7. Walking in the Air (live in Pakkahuone, Tampere, Finnland 2000)
8. End of all Hope (live auf dem Summer Breeze 2002)
9. 10th Man Down (live auf dem Summer Breeze 2002)
10. Sleeping Sun (live auf dem Summer Breeze 2002)

## Singles
Die Auskopplung Sleeping Sun wurde am 19. Oktober 2005 veröffentlicht. Das Lied wurde von Tuomas Holopainen auf Drängen der Plattenfirma Drakkar Records geschrieben und widmet sich der Sonnenfinsternis vom 11. August 1999. Es wurde bereits 1999 als Bonustrack auf dem Album Oceanborn in einer anderen Version veröffentlicht und erschien bereits 1999 als Single. Für die Kompilation wurde das Stück etwas überarbeitet und neu aufgenommen. Die Single erschien am 19. Oktober 2005 und enthielt insgesamt vier neue Versionen des Liedes. Zusätzlich wurde ein neues Video gedreht, bei dem es sich schlussendlich um das letzte Video mit Sängerin Tarja Turunen handelte, da sich Nightwish im Oktober 2005 von ihr trennten.
| ChartsChartplatzierungen | Höchstplatzierung | Wochen |
| ------------------------ | ----------------- | ------ |
| Deutschland (GfK)        | 34 (9 Wo.)        | 9      |
| Österreich (Ö3)          | 47 (5 Wo.)        | 5      |
| Finnland (IFPI)          | 1 (12 Wo.)        | 12     |

## Kommerzieller Erfolg

### Chartplatzierungen
| ChartsChartplatzierungen | Höchstplatzierung | Wochen |
| ------------------------ | ----------------- | ------ |
| Deutschland (GfK)        | 17 (15 Wo.)       | 15     |
| Finnland (IFPI)          | 1 (28 Wo.)        | 28     |
| Österreich (Ö3)          | 13 (10 Wo.)       | 10     |
| Schweiz (IFPI)           | 10 (21 Wo.)       | 21     |

### Auszeichnungen für Musikverkäufe
Es wurde in Nightwishs Heimat Finnland mit einer doppelten Platin-Schallplatte ausgezeichnet.
| Land/Region        | Auszeichnungen für Musikverkäufe (Land/Region, Auszeichnung, Verkäufe) | Verkäufe |
| ------------------ | ---------------------------------------------------------------------- | -------- |
| Deutschland (BVMI) | Platin                                                                 | 200.000  |
| Finnland (IFPI)    | 2× Platin                                                              | 103.950  |
| Insgesamt          | 3× Platin ·                                                            | 303.950  |